# ミケーレ・リッツォ
ミケーレ・リッツォ（Michele Rizzo、1982年9月16日 - ）は、イタリアのラグビーユニオン指導者。

## プロフィール
- イタリア・ドーロ出身[1]。
- 現役時代のポジションはプロップ(PR)、フッカー(HO)。
- 身長 188cm、体重 115kg
- イタリア代表通算キャップ数は23（2025年5月現在）でラグビーワールドカップ2015のイタリア代表に選ばれた[2]。

## 略歴
ペトラルカ、ベネットン・トレヴィーゾ、レスター・タイガース、エディンバラを経て、2018年、ペトラルカに復帰。
2020年、現役を引退した。同年、ヴェロナのコーチに就任。